# Фрационе Вилануова (Торино)
Фрационе Вилануова је насеље у Италији у округу Торино, региону Пијемонт.
Према процени из 2011. у насељу је живело 6 становника. Насеље се налази на надморској висини од 780 м.